# Michael Altenburg

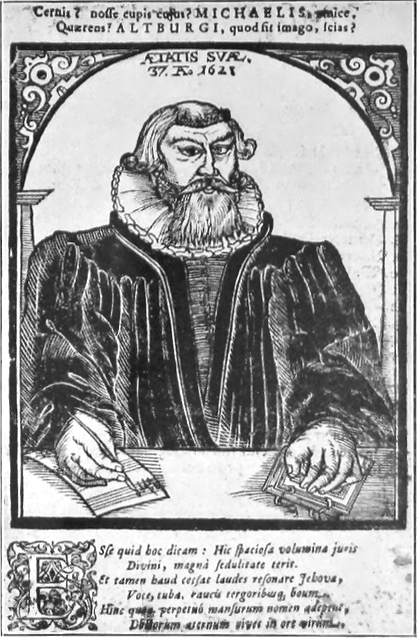
Michael Altenburg

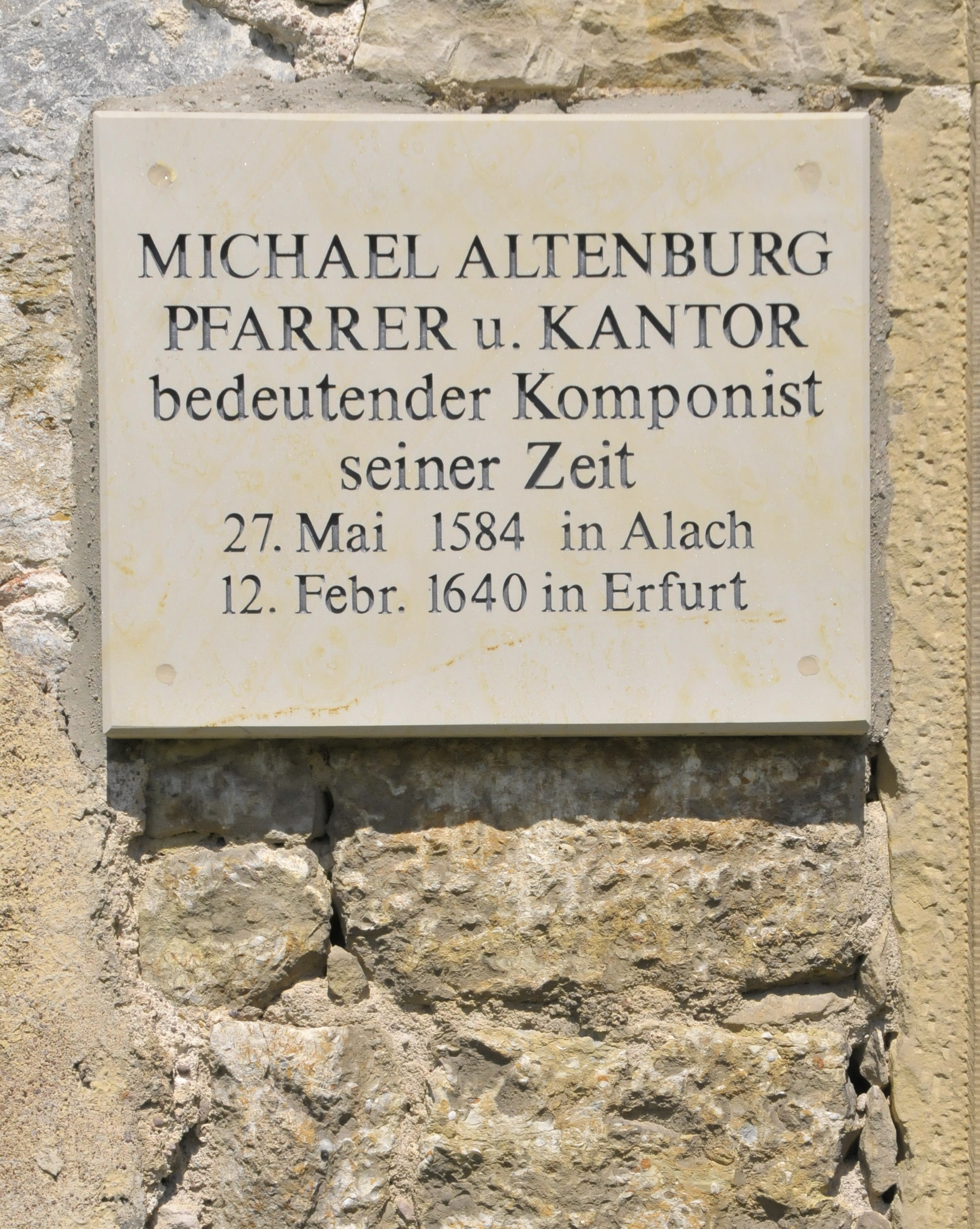
Gedenktafel an der Alacher Kirchentür

Michael Altenburg (* 27. Mai 1584 in Alach bei Erfurt; † 12. Februar 1640 in Erfurt) war ein deutscher Theologe und Komponist. Er ist als Schöpfer von populären Kirchenliedmelodien und als ihr Bearbeiter in zeitgenössischen Musikformen von Bedeutung.

## Leben
Michael Altenburg war der Sohn des Schmiedes Ulrich Altenburg, wurde in Erfurt geboren und besuchte dort das Ratsgymnasium. 1601 wurde Altenburg Kantor an der Andreaskirche, studierte bis 1602 Theologie und wurde 1607 Rektor der Erfurter Reglerschule. 1609 gab er die Lehre auf und wurde Pfarrer in Ilversgehofen und Marbach bei Erfurt bis 1610. Von 1610 bis 1622 folgte eine Pfarrstelle in Tröchtelborn, seit Anfang 1622 in Großen-Sömmerda. In Tröchtelborn fand er offenbar eine leistungsfähige Kantorei vor, die er ausbaute und für die er die meisten seiner Stücke komponierte; von hier aus drang sein musikalischer Ruhm ins Land, so dass ihm Michael Praetorius die musikalische Ausbildung seiner Söhne anvertraute.
Die heranziehenden Gräuel des Dreißigjährigen Krieges hinderten Altenburg an weiteren Kompositionen. Er und seine Familie litten unter Truppendurchmärschen, Einquartierungen und Plünderungen. Seine Gemeinde wurde durch die Pest drastisch reduziert, seine Frau Katharina und zehn seiner 13 Kinder starben. Er floh vor den Kampfhandlungen zurück nach Erfurt, wo er 1637 Diakon bei den Augustinern und seit 1638 Pfarrer an der Andreaskirche war.

## Werke
Altenburg ist musikgeschichtlich vor allem als Erfinder von Kirchenliedmelodien und als ihr Bearbeiter in zeitgenössischen Musikformen von Bedeutung, vor allem im polyphonen Stil des 16. Jahrhunderts. Altenburgs bekannteste Lieder sind:
- Aus Jacobs Stamm ein Stern sehr klar
- Herr Gott, nun schleuß den Himmel auf
- Herr Gott Vater, ich glaub an dich
- Jesu, du Gottes Lämmlein
- Verzage nicht, o Häuflein klein
- Was Gott tut das ist wohlgethan, kein einzig Mensch ihn tadeln kann.

Vermutlich ist Altenburg nicht nur der Komponist, sondern auch der Verfasser dieser Lieder. Umstritten ist, ob Altenburg Verfasser und Komponist des Liedes Verzage nicht, du Häuflein klein ist, das, weil es vor der Schlacht von Lützen im schwedischen Heer angestimmt wurde, als Gustav Adolfs Schwanenlied bekannt ist.
- Passion nach Jesaja 53 für acht Stimmen. Erfurt, 1608
- Hochzeits-Motetten für sieben Stimmen. Erfurt, 1613
- Gaudium Christianum. Jena, 1617
- Musikalischer Schirm und Schild der Bürger etc. oder der 55. Psalm für sechs Stimmen. Erfurt, 1618
- Cantiones de adventu. Erfurt, 1620
- Erster Theil Newer Lieblicher vnd Zierlicher Intraden für sechs Stimmen. Erfurt, 1620
- Christliche liebliche und andächtige neue Kirchen- und Haus-Gesänge für fünf, sechs und acht Stimmen. 3 Teile. Erfurt, 1620–21
- Cantiones de adventu für fünf, sechs und acht Stimmen. Erfurt, 1621
- Musikalische Weihnachts- und Neujahrs-Zierde für vier bis neun Stimmen. Erfurt, 1621
- Musikalisches Festgefüge für fünf bis vierzehn Stimmen. Vier Teile (nur drei und vier erhalten). Erfurt, 1623